# Новокарповка
Новокарповка — деревня в Судогодском районе Владимирской области России, входит в состав Вяткинского сельского поселения.

## География
Деревня расположена в 16 км на восток от центра поселения деревни Вяткино, в 22 км на юго-восток от Владимира и в 26 км к северо-западу от райцентра, Судогды, близ южного обхода Владимира автодороги М7 «Волга».

## История
В конце XIX — начале XX века деревня входила в состав Даниловской волости Судогодского уезда, с 1926 года — в Судогодской волости Владимирского уезда. В 1859 году в деревне числилось 18 дворов, в 1905 году — 41 дворов, в 1926 году — 42 хозяйства.
С 1929 года деревня входила с состав Исаковского сельсовета Судогодского района, с 1965 года — в составе Бараковского сельсовета, с 2005 года — в составе Вяткинского сельского поселения.

## Население
| 1859 | 1905 | 1926 |
| ---- | ---- | ---- |
| 141  | 235  | 207  |

| 1859 | 1905 | 1926 | 2002 | 2010 | 2021 |
| ---- | ---- | ---- | ---- | ---- | ---- |
| 141  | ↗235 | ↘207 | ↘0   | ↗7   | ↘5   |